# Bus Driver
『Bus Driver』（バスドライバー）は、チェコのSCS Softwareによって開発し2007年3月に発売されたOpenGL対応のドライビングシミュレーションゲームである。1時間のみ遊べる試用版（Windows版のみ）も無料配信されている。
改良版の『Bus Driver Gold』についても併せて解説する。

## 遊び方
まず、路線セレクト画面にて、下のリストから運転したい路線を選ぶと、始発のバス営業所よりスタートする。まずは最初の停留所に停車した後、交通ルールを守りながら指定の路線（交差点ではオレンジの矢印が表示される）に従って走行し、全てのバス停に停車する必要がある。 初期の状態ではリストの一番左の1列のみが選択でき、6種類のバス路線のみを選ぶ事が可能である。最終的にはリストは6列（オリジナルは5列）になり、36種類（オリジナルは30種類）の路線と、13種類のバスを選ぶ事ができる。また、リストの次の列を選べる様にする為には、その一つ前の列のうち、少なくとも4つの路線をクリアしなければならず、リストの右になるほど難度が上がって行く。 信号無視やウインカーの出し忘れなどの交通違反や、急ブレーキや接触事故などの乗客に危険を及ぼす行為、バス停を早発しようとしたり、バス停で乗客の乗せ忘れた場合（全員が乗る前にドアを閉めようとした場合）、バス停以外でドアを開けようとする等の運転ミスがあると点数が減点されて行くが、逆に信号を守る、ウインカーを適切に出す、交通ルールを一定期間守り続ける、バス停に停車する、バス停の停止位置になるだけピッタリ停車する等の良い行為があると、点数が増加していく。

なお、チェコで作られたゲームにもかかわらず、バス停の名称や名所の名称はイギリスのロンドンにあるものから取っていることが多い。（例えばDebden、Collier Row、Feltham、Potters Bar、the terminus Westminsterなどがある）

## 特徴
あくまでゲームであり、忠実なシミュレーションではないため、実際と比べると違和感のある箇所もあり、また元々が日本のゲームではない為、日本の交通ルールに当てはめると違なる箇所もある
- 先述の通り、イギリス風の内容となっているが（かの有名なルートマスター風の2階建車両も登場する）、なぜか右側通行である
- 乗客は全てのバス停で乗降する為、予め停車予定になっているバス停の中には、通過するバス停はない
  - また、バス停に待機している乗客は、全員乗車することになっている
- 急ブレーキの減点は乗客が乗っていない時には対象外である
- また、一般のバスの他に護送車も登場し、このバスを運転する時には赤信号でも通過でき、ウインカーを出す必要もないが、先導するヘリコプターについていけないと減点になる
- 車線変更や左折や右折の時にはウインカーを出す必要があるが、バス停に停車/発車する時には出す必要はない。（またスクールバスの場合、停車中にハザードを出す必要もない）勿論、本物通りにウインカーやハザードを出しても減点にはならないが、ボーナスにもならない
  - また、バスターミナルなどから、中央分離帯のある道路へ右折で出る場合は、右ウインカーは出さなくとも減点対象にならない（代わりに左ウインカーを出さないとなぜか減点対象になる）
- 接触事故は減点対象だが、縁石への乗り上げは減点対象にはならない
- 左折（右折）をする時には、左側端（右側端）以外の車線を使って大回りをしてもペナルティの対象にはならない（一般車も大回りをすることがある為、外側の車両に気をつけないとぶつけられることもある）
- 所謂、制限速度はないが、その代わりダイヤの時間制限が全体的に非常に厳しくなっている
- 速度の表示単位はmphのみで、km/hを選ぶことはできない
- トランスミッションはオートマチックのみで、マニュアルによるギアチェンジはできない。また、ブレーキペダルとバック走行が同じキー（コントローラ）に割り当てられており、バスが停止した状態で更にブレーキを踏み込むと自動的にバック走行になる

## 評価
Bus Driverはあくまでゲームであり、シミュレーターとしては作られていないとされているが、議論が分かれている。また、バス車内からの視点が欲しいという意見が寄せられているものの、ゲーム開発者はあくまで忠実なシミュレーターではないとしている為、特に対応はしないとしている。（しかし、後述の通りGoldにアップデートされた時に、ある程度の精度の前面視点は追加される事となった）

## 再現度
道路標識、信号機の再現度、様々な気象状況などが精密に作られており、さらにAIによって他車なども本物のように動くようになっており、『生きている交通』が再現されている。そのため、交通の状況は着々と変化し、それに応じた対応を求められるようになっている。路線は架空のイギリスの都市をモデルとしており、モダンな街からオールドタウン、郊外の住宅地や港湾地区や空港など、様々な地区がある。とはいうものの、これだけの再現度はあるものの、所々再現のおかしな所や、バスの車内視点がないと言った点がまだある。

## 必要環境

### Windows版

#### 最低必須環境
- CPU: 1 GHz Pentium III相当のCPU
- RAM: 256MB
- ビデオカード: OpenGL 1.3とハードウェアアクセラレーションに対応した、64MB以上のAGPバスを採用したビデオカード
- ハードディスク: 300MB以上の空き容量
- オペレーティングシステム: Windows 98/ME/2000/XP/VistaでDirectX 9がインストールされていること

#### 推奨環境
- CPU: 1.5 GHz Pentium 4相当のCPU
- RAM: 512MB
- ビデオカード: OpenGL 1.5とハードウェアアクセラレーションに対応した、128MB以上のPCI Expressバスを採用したビデオカード
- ハードディスク: 300MB以上の空き容量
- オペレーティングシステム: Windows XP or VistaでDirectX 9がインストールされていること
- その他: DirectXに対応したサウンドカード、ゲームコントローラ、ハンドルコントローラ

### Mac版
- オペレーティングシステム: Mac OS X 10.6.6以降

## ダウンロード
Bus driver game website （Bus Driver公式サイト）にて、1時間のみ遊べるデモ版（Windows版のみ）を入手出来る他、2種類の壁紙をダウンロードすることもできる。
Mac版は、Mac App Storeにて購入することができる。

## 更新
2010年にSCS SoftwareはBus Driverの新しいバージョンをリリースし、「Bus Driver Gold」となった。 いくつかの変更がなされている（以下例）。
- 新しいバスの追加
- 視点変更機能の追加（前面視点が追加された）
- ステージ列数が5列から6列へ増加した